# Български Червен кръст
Българският Червен кръст (БЧК) е хуманитарна организация в Република България.
Основана е през 1885 година, веднага след Съединението на Източна Румелия и Княжество България. БЧК е доброволна организация, част от Международния комитет на Червения кръст. Структурирана е в четиристепенна организационна система.
Българският Червен кръст е неправителствена организация, която получава годишна държавна субсидия поради своето национално значение. Статутът на БЧК е регламентиран в Закона за БЧК.
Председател на Българския Червен кръст от 2001 година е Христо Григоров. Преизбран е за председател на БЧК през 2005, 2009, 2013, 2017, 2021 и 2025 година.

## История
Първите Червенокръстки дружества са учредени още след Освобождението на България през 1878 година. Тяхната цел е подпомагане на болните и ранените от войната. Местните организации възникват както в Княжество България, така и в Източна Румелия. Популярността им и осъзнатата нужда от съществуването им бързо се разрастват. Започват да получават подкрепата и доброволческия труд на много видни българи. Софийското областно дружество, оглавявано от митрополит Мелетий Софийски, получава подкрепата на областния губернатор Пьотър Алабин. Уставът на Сливенското дружество, основано на 25 октомври 1878 година, начело с митрополит Серафим Сливенски, е утвърден от генерал-губернатора на Източна Румелия Аркадий Столипин.
На 20 септември 1885 година, след Съединението на България, утвърдена с указ на княз Александър Батенберг, е създадена Националната организация на Българския Червен кръст. Само месец по-късно, на 20 октомври БЧК получава писмено признание от Международния комитет на Червения кръст в Женева. Създава се обширна мрежа сред окръзите в страната.
В следващите десетилетия организацията има важна роля за развитието на страната. Поради тази причина царската власт обича да покровителства Червения кръст. Основни фигури на благодеяние са царица Елеонора – втората съпруга на цар Фердинанд, и царица Йоанна – съпруга на цар Борис III. Борис III е върховен патрон на Българския Червен кръст от 1918 до 1943 година.
Първата изява на Червенокръсткото дружество е по време на Сръбско-българската война (1885 – 1886 г.), където оказва помощ на ранените и спомага за размяната на военнопленници. През 1894 г. оказва помощ на пострадалите от големия пожар, унищожил почти изцяло град Котел. За първи път оказва помощ зад граница на Гръцкия червен кръст през 1897 г.
По време на войните за национално обединение на България Червеният кръст организира и оказва медицинска помощ на пострадалите. Провежда здравни курсове за обучение на самарянки и милосърдни сестри, които се грижат за болните и ранените на бойното поле и зад военната линия. Бежанските вълни от Беломорието, Одринска Тракия и Македония поставят на изпитание силите на Българския червен кръст. Организацията със своите доброволци успява да спаси от мизерия и глад бедстващите благодарение на чуждестранна Червенокръстка помощ и собствени ресурси.
През 1928 година БЧК успява заедно с българската държава да се справи с последствията от Чирпанското земетресение. Получените дарения от Италия и други страни раздава под формата на храни, одеяла и дрехи.
Основен е приносът на БЧК за оформянето и прохождането на здравната система в България. Построени са много болници в София, Плевен, Хасково, Бургас и други. Една от тях е болница „Червен кръст“ в гр. София, основана през 1900 г., в сграда, дарена от австрийския гражданин Ото Биелик и с първоначален капацитет от 6 легла (от 1950 г. – УМБАЛСМ Пирогов). Към болницата е открито първото училище за милосърдни сестри в България.
В началото на 20. век в България масово се ширят заразни болести като холера и туберкулоза. Червенокръстките организации по градовете с подкрепата на централното ръководство прилагат различни мерки за борба със заразните болести. В Пловдив и Русе се построяват павилиони за туберкулозно болни деца и възрастни.
Взаимодействието с чуждестранните дружества на ЧК спомага за получаване на помощ отвън за България и за изпращане на български червенокръстци в други страни – в точки на конфликт, бедствия и други. По време на Руско-японската война (1903 – 1905 г.) и Първата световна война (1914 – 1918 г.) са изпратени две медицински бригади в помощ на руския Червен кръст.
През 1921 година Българският червен кръст е приет за член на Международната федерация на дружествата на Червения кръст и Червения полумесец. През 1921 година БЧК поставя началото на младежкото червенокръстко движение в България. През 1937 година създава Бърза медицинска помощ. Провежда обучения по първа помощ на медицинските сестри в дружествата си в цялата страна. През 1940 година е поставено началото на организираното кръводаряване в България.
По време на първата фаза на Втората световна война (1939 – 1945 г.) БЧК организира санитарен влак и болница на Източния фронт. През 1944 – 1945 година осъществява най-мащабното си участие на фронта във войната с хитлеристка Германия, където оказва помощ на ранените и болните.
През 1945 г. започва масово обучение на населението по оказване на първа помощ. Създаден е Централен санитарен отряд. През 1947 година се създава санитарната авиация на БЧК. През 1950 година Планинската спасителна служба (основана през 1933 г.) преминава към БЧК. През 1964 година е създадена Водноспасителна служба. БЧК създава много центрове за здравни консултации, млечни кухни, летовища, ученически трапезарии. Основава санитарни дружинки в селското стопанство и промишлените предприятия, по-късно и в училищата. През 1982 година са изградени телефонни психотерапевтични служби, известни днес като телефон на доверието.
В годините на мир в страната БЧК осъществява постоянна мащабна социална дейност. Подпомага държавата в работата ѝ с бежанци на българска територия, в борбата с епидемии и съдейства за облекчаване положението на групите в неравностойно положение. Изпраща обучени доброволци на хуманитарни мисии по целия свят. Обезпечава функциите на спасителните служби в България и провежда различни превенции в обществото.

## Мисия и цели
Според чл. 3 от Закона за БЧК, мисията му е да „подпомага държавата в хуманитарната област, в подготовката за действия при военно положение, военни конфликти и бедствия, за опазване и укрепване здравето на населението и за възпитанието му в дух на висока нравственост, милосърдие и благотворителност, както и при приемането, съхраняването и разпределянето на предоставената от чужди държави, организации и граждани помощ с хуманитарни, в т.ч. екологични и културно-просветни, цели“.
Целите на БЧК са свързани с хуманитарната същност на организацията, нейното значение, взаимодействията с населението, институциите и другите организации в страната и чужбина. Основно се изразяват в:
- повишаване на здравната култура на населението;
- ограничаване и предотвратяване на социално значими заболявания;
- обучение на населението за оказване на първа помощ;
- подпомагане, популяризиране и утвърждаване на безвъзмездното кръводаряване;
- предотвратяване и оказване на помощ при нещастни случаи в планините и водните площи;
- подготовка и квалификация на кадрите за неговата дейност;
- разпространяване и разясняване на червенокръстките принципи сред децата, подрастващите и младежта;
- оказване на помощ в България и в чужбина на пострадали при въоръжени конфликти и природни бедствия;
- повишаване готовността на населението за действия при бедствия;
- подготовка на формирования за първа помощ съвместно с органите на Гражданска защита и участие в реални действия;
- пропагандиране целите и задачите на международното Червенокръстко движение и на Българския червен кръст, съдействие за изучаването, разпространението и спазването на нормите на международното хуманитарно право;
- подпомагане чужденците, търсещи или получили закрила в Република България по Закона за убежището и бежанците;
- издирване на територията на страната и извън нея на членове на семейства, разделени в резултат на войни, въоръжени конфликти и природни бедствия (в съответствие с разпоредбите на Женевските конвенции от 12 август 1949 г. и Допълнителните протоколи към тях от 8 юни 1977 г. и резолюциите на международните конференции на Червения кръст и Червения полумесец;
- създаване на свои институти и заведения с благотворителна цел в съответствие с действащото законодателство;
- провеждане на социално-помощна дейност, организиране на събиране и разпределение на хуманитарната помощ от страната и чужбина.

БЧК е организация с традиции в хуманната област и целите ѝ са дългосрочни, широкообхватни и стабилни. Базирани са на голям диапазон от нормативни актове на националното законодателство и множество международни спогодби и конвенции.

## Принципи
- Хуманност – Червеният кръст, роден от желанието да оказва помощ без дискриминация на ранените по бойните полета, се стреми чрез своите международни и национални форми на проявление да предотвратява и облекчава при всички обстоятелства човешките страдания. Неговата цел е да закриля живота и здравето на човека, както и да изисква уважение към човешката личност. Той способства за установяването на взаимно разбирателство, дружба, сътрудничество и траен мир между всички народи.
- Безпристрастност – Червеният кръст не проявява предпочитание по отношение на националност, раса, религия, социално положение или политически убеждения. Неговият стремеж е единствено да подпомага хората в зависимост от степента на страданието им и да осигури предимство на онези, които се намират в най-голяма беда и се нуждаят от най-бърза помощ.
- Неутралност – За да запази доверието на всички, Червеният кръст се въздържа да взема участие във враждебни действия и никога не влиза в спорове от политически, расов, религиозен и философски характер.
- Независимост – Червеният кръст е независим. Националните дружества, помощници на държавната власт в нейната хуманитарна дейност и подчиняващи се на действащите закони в съответните страни, трябва при все това да запазят своята независимост, която им дава възможност да действат винаги в съответствие с принципите на Червения кръст.
- Доброволност – Червеният кръст оказва доброволна и безкористна помощ.
- Единство – Във всяка страна може да съществува само едно дружество на Червения кръст. То трябва да бъде достъпно за всички и да разпростира своята хуманна дейност по цялата територия на страната.
- Универсалност – Червеният кръст е световно движение, в което всички дружества имат равни права и задължението взаимно да се подпомагат.

## Структура на БЧК
Българският червен кръст е структуриран в четиристепенна организационна система. Има щатен състав на национално и областно ниво, който е административно-изпълнителният орган и се нарича Секретариат.
Нива
- Национално ниво
  - Общо събрание – върховен орган на БЧК;
  - Национален съвет – главен изпълнителен и разпоредителен орган
- Областно ниво
  - Столична организация
  - 28 областни организации
- Общинско ниво
- Дружествено ниво

### Председатели
- Климент Търновски (1885 – 1887)
- Пантелей Минчович
- Панайот Жечев
- Георги Сарафов
- Иван Евстратиев Гешов (1899 – 1924)
- Стоян Данев (1924 – 1939)
- Васил Моллов
- Димитър Ораховац
- Любен Рачев
- Петър Коларов (1950 – 1966)
- Кирил Игнатов (7 февруари 1967 – 20 декември 1991)
- Стоян Саев (1991 – 2001)
- Христо Григоров (2001 – )

## Дейности

### Водноспасителна служба
Водноспасителната служба (ВСС) към Българския червен кръст е създадена през 1964 г. Основната ѝ цел е да се ограничи водният травматизъм чрез комплекс от превантивни мерки:
- поддържане на добро информационно ниво за състоянието на водните басейни;
- добра подготовка на населението за реакция при водни инциденти;
- подготовка на водните спасители.

Отличителният знак на ВСС изобразява спасителен пояс в бял и червен цвят, в центъра на който има бяло-сини вълни, в горната му половина – червен кръст, а в долната – надписът „ВОДНОСПАСИТЕЛНА СЛУЖБА“.
В България са съществували различни формирования за водно спасяване още от началото на 20. век. Първата водноспасителна команда е организирана в гр. Русе през 1901 година за спасяване по р. Дунав. Професионална команда се сформира за първи път през 1928 година в гр. Варна. Тя е предназначена да охранява Морски бани – Варна.
Няколко години след основаването си, през 1967 година, ВСС става член на Международната федерация по водно спасяване FIS (Federation Internationale de Souvetage). През 1994 година Водноспасителната служба участва в учредяването на Международната федерация по водно спасяване ILS (International Life Saving Federation), която обединява действащите дотогава федерации FIS (Federation Internationale de Souvetage), WLS (World Life Saving). Две години по-късно учебно-методическият център по водно спасяване в град Созопол, създаден през 1973 година с първоначално наименование „Централната школа по водно спасяване на БЧК“ (сега НУЦ – Национален учебен център), е утвърден за учебна база на ILS (1996 г.). Периодично федерациите организират състезания по водно спасяване, а България е домакин на някои от тях. Българските участници в международните състезания често печелят призови места. Представители на БЧК участват в ръководните органи на ILS (International Life Saving) и ILSE (International Life Saving Federation of Europe).
България е една от малкото страни с държавна нормативна регламентация на водноспасителната дейност. Като част от Българския червен кръст, Водноспасителна служба работи в рамките на хуманитарната идея за опазване живота и здравето на населението, за което получава държавна издръжка, регламентирана в Закона за БЧК.

### Готовност за бедствия
През годините Червеният кръст се налага като организация, която е подготвена и има капацитета да се отзове на нуждите на пострадали при различни бедствия, които обикновено водят до масови травми и смърт.
В мирно време подготвените екипи на БЧК се включват в спасяването на пострадали от множество бедствия в България и чужбина. Такива са разрушителните земетресения в Армения (1988 г.), Турция (1999 г.), (Гърция 2003 г.), Перник (2012 г.), свлачището в с. Храбрино (1998 г.), наводнението в с. Бисер (2012 г.), взривовете край Челопечене (2008 г.) и Петолъчката (2012 г.), атентата в Сарафово (2012 г.).
В резултат на множество събития, които налагат необходимостта от пряко финансиране на потърпевши при бедствия, през 2007 година Българският червен кръст създава „Паричен фонд за подпомагане на пострадали при бедствия“.
За да се справи с бедствията, БЧК извършва мащабна подготовка в областните си организации и специализираните си структури. Осъществява обучение на населението съвместно с Гражданска защита. Попълва с необходимите ресурси и материали складовите си бази в страната. Съставя и отработва кризисни планове за бързо действие при БАК (бедствия, аварии и катастрофи). Обучава и тренира аварийните екипи към БМЧК, ПСС и ВСС.
В своята работа по оказване съдействие на държавните институции съвместно с Гражданска защита и други организации, при масово спасяване на пострадали БЧК разчита и на сродните дружества на ЧК от съседни страни и подкрепата на МФЧК/ЧП. За провеждане на успешни спасителни действия от различен характер БЧК се позовава на обширна нормативна уредба от вътрешното и международното законодателство, ратифицирано в България.

### Здравна просвета
В България са одобрени Национална здравна стратегия и Национални програми за борба със социално значими заболявания: сърдечносъдови, онкологични, диабет, травматизъм, ХИВ /СПИН, туберкулоза, болести на зависимостите и други.
Българският червен кръст развива дейността си, прилагайки техните принципи. Провежда обучения, разяснения и различни курсове и лекции на здравна тематика. Участва в информационни кампании съвместно с държавни и неправителствени организации за популяризиране мерките по някои масови заболявания, осъществява проекти за предпазване населението от нездравословния начин на живот и пристрастяването към алкохол, тютюнопушене и т.н. Организира кампании за широкото информиране на младите хора по проблемите на наркотичните зависимости съвместно с Националния център по наркомании. Инициира и осъществява национални проекти по темата за предпазването от ХИВ/СПИН и болести, предавани по полов път. Чрез БМЧК са изградени традиции в здравната просвета сред младежта, посредством метода „Обучение от връстници“ в училищата и младежките организации в страната.
За нуждите на своята просветна дейност БЧК издава различни здравно-просветни материали. В организацията съществува дългогодишна практика за издаване на книги и филми със здравно съдържание.

### Издателска дейност
Благотворителни картички
С цел подпомагане на своите дейности БЧК инициира редица кампании за набиране на средства, една от които е издаването и разпространяването на благотворителни картички.
Още през 1939 година Българският младежки червен кръст, подпомаган от царското семейство, издава картичка с лика на младия Симеон II (1937 г.). В края на 20. и началото на 21. век БЧК издава различни картички за Нова година, 8 май и други поводи и събития, с разнообразен изглед и стил. Издава поредица картички с репродукции на дарени картини на видни български художници. Разпространява картички, календари, постери и видеоклип на ЧК с участието на Тереза Маринова, която е олимпийска шампионка от Сидни 2000 г. и през 2001 година е обявена за лице на Червения кръст. В следващото десетилетие Българският червен кръст издава и разпространява благотворителни картички с изглед и по повод различни кампании. Поредица от картички издава за кампанията „На сираче хляб не се отказва“.
Картички на БЧК с благотворителна цел се разпространяват от упълномощени представители на организацията, предимно доброволци. На тяхно име се издават документи за правото им да разпространяват картичките на БЧК чрез продажба с цел набиране на средства. Кампаниите се обявяват предварително и по време на разпространението чрез медиите за масово осведомяване. Въпреки това БЧК става жертва на измамници, които разпространяват фалшиви картички от името и с логото на организацията, като събират средства за измислени кампании. Поради тази причина Червеният кръст взима решение да преустанови издаването и разпространението на благотворителни картички. Тяхната роля е компенсирана от различни онлайн кампании: „Бъди отговорен – подай ръка“, „Топъл обяд“ и други.
Осведомителни материали
За онагледяване и разясняване на своите кампании Българският червен кръст издава различни осведомителни материали. Чрез тях илюстрира идеите, заложени в кампаниите. Отпечатва по различни проекти флайери, дипляни, брошури и разнообразни листовки. В тях се съдържа информация за текущата кампания, партньорите на БЧК, дарителите, както и пряка информация за проблема, засегнат в кампанията. За всеки 1 декември – Световен ден за борба със СПИН, БМЧК издава дипляни с разяснения за употребата на кондоми.
Периодични печатни издания и онлайн медии на БЧК
През годините БЧК осъществява различни проекти в областта на издателската дейност. Основно това са периодични печатни издания като вестници, списания, бюлетини, а в последните години и онлайн издания. Кампанийно се публикуват различни материали под формата на самостоятелни издания, свързани с конкретни събития или по повод сътрудничества, взаимодействия и съвместни мероприятия с различни български и чуждестранни организации.
В миналото всички те са се списвали от доброволци в организацията. Издаването и разпространението се е осъществявало с подкрепата на различни български, а по-късно и чуждестранни организации, спомоществуватели и приятели на хуманната идея.
В последните десетилетия се отличават няколко основни заглавия.
- Известия на българското дружество Червен кръст
Издание на БЧК
Издавано от 1916 г. до началото на Втората световна война
книжка, печат в два цвята
- Хигиеническо списание и известия на българското дружество Червен кръст
Издание на БЧК
книжка, печат в два цвята
- Български червен кръст
Национален бюлетин, издаван в периода 1991 – 1999 г.
Издание на Български червен кръст
Гл. редактор: Лидия Маркова
книжка с меки корици – печат цветен, тяло – печат черно-бял
- Младежки червен кръст
Издание на Български младежки червен кръст
наследник на списание „Младежки червен кръст“ (1921 – 1943 г.) и „БМЧК – актуална информация“ (1992 – 1993 г.)
Редактори: Антон Вълев, Мария Дзънова
вестник, печат черно-бял
- Ентусиаст
Издание на Български младежки червен кръст – Пловдив
Гл. редактори: Христо Паунов (от 1997 г. и от 2006 г.), Явор Ялъчков (от 2003 г.)
вестник, печат черно-бял, от 2009 г. и в онлайн вариант
- Бургаски дар
Издание на Български червен кръст – Бургас
Изготвя се от редколегия на дружество „Журналист“ към ОК на БЧК – гр. Бургас
вестник, печат в два цвята, тяло – печат черно-бял
- Оптимист
Издание на Български младежки червен кръст – Видин
Редактори: редколегия от БМЧК – Видин
вестник, печат в два цвята, тяло – печат черно-бял
- Български червен кръст
Национално издание на Български червен кръст
Издава се от НС на БЧК от 2008 г.
списание, печат пълноцветен
- Здраве
Съвместно седмично издание на БЧК и Вестникарска група „България“
- Седмичен електронен информационен бюлетин на БЧК
Онлайн издание в две части.
- БЧК седмицата – Съдържа кратко описание на предстоящите събития. Предназначено за медиите.
- Бюлетин – Съдържа информация за събитията от изминалата седмица, отчети и съобщения за предстоящи мероприятия. Предназначен за различни организации, партньори на БЧК, донори, медии, държавни институции, неправителствени организации и всички структури на Червения кръст.

Целта на изданията на БЧК е да се информира обществеността не само за основните дейности, но и за традициите, състоянието и развитието на организацията. Всички събития, кампании и програми на БЧК се отразяват чрез различни форми на печата.
В своята най-нова история издателската дейност на БЧК е регламентирана в „Правила за осъществяване на издателската дейност в секретариата на НС на БЧК“.
Превантивна здравна литература
В своята издателска дейност Българският червен кръст отделя изключително значение на здравната литература. Смисълът ѝ е да предаде сред населението здравното познание за опазване живота и здравето на човека. БЧК издава и разпространява своя здравна литература от десетилетия. Заглавия:
- „Профилактика на психичното здраве“ – БЧК Централен комитет – 1983 г.
- „Ръководство по медико-санитарна подготовка“ – БЧК Централен комитет – 1984 г.
- „Подготви се за първа помощ“ – БЧК Централен комитет – 1986 г.
- „Първа помощ при автопроизшествия“ – БЧК Централен комитет – 1987 г.
- „Първа помощ при автопроизшествия“ – БЧК Национален комитет – 1994 г.

БЧК участва в съвместни проекти за издаване на превантивна литература с различни национални и международни организации. Такъв проект е изданието „В служба и защита на обществото – Норми на човешките права и хуманитарното право за полицията и силите за сигурност“ (1998 г.) на Международния комитет на Червения кръст в Женева съвместно с Академия на МВР.
Рекламни материали
За популяризиране на хуманните си идеи Българският червен кръст разпространява разнообразни рекламни материали – шапки, тениски, календари, химикали, плакати, значки, флагчета, стикери и др. Върху тях е отпечатано логото на организацията, наименованието, понякога името на структурата на БЧК, която ги издава. Разпространяват се безплатно.

### Кръводаряване
Кръводаряването е дейност, която се развива от Червения кръст още с неговото възникване. От преливане на кръв са се нуждаели ранените и болните на фронта по време на войните. По-късно – пострадалите при инциденти, злополуки и произшествия. В началото са се набирали доброволци кръводарители, които да дарят кръв за нуждите на пострадалите. По-късно се организира кръводаряване като превантивна мярка. През 1940 година БЧК въвежда организираното кръводаряване в България.
Кръводаряването е доброволен и безвъзмезден акт. Решението за кръводаряване е лично, осъзнато и отговорно. Кръводаряването спомага за обновяване на кръвта в организма на дарителя и спасява човешки живот. Безопасното количество кръв, което може да се дари, без да бъде засегнат човешкият организъм е до 450 мл. Той има способността да възстанови това количество, като самопроизведе нова кръв в тялото. Кръв може да се дарява периодично. За мъжете срокът е пет пъти годишно, а за жените – не по-малко от два месеца интервал между кръводаряванията. Обичайната възраст за кръводаряване е от 18 до 65 години.
В България са създадени центрове и отделения по трансфузионна хематология, където може да се дарява кръв. Българският червен кръст организира традиционни кампании по кръводаряване два пъти годишно – пролет и есен, съвместно с Националния център по трансфузионна хематология. В последните години усилията на БЧК са насочени към създаване на положително отношение у младите хора към кръводаряването.

### Български младежки червен кръст
Мисия
Българският младежки червен кръст (БМЧК) е доброволна младежка организация, която е неразделна част от Българския червен кръст и принадлежи към Международното младежко червенокръстко движение. Чрез своите доброволци в цялата страна и посредством своите програми за обучение, дейности и услуги, БМЧК приобщава децата и младите хора към хуманитарните ценности и принципи, работи за намаляване на социалната и здравната им уязвимост, извършва застъпничество за подобряване на благосъстоянието им и насърчава толерантността и недискриминацията, уважението към различията и културното многообразие.
Принципи
БМЧК се ръководи от основните принципи на Червения кръст – хуманност, безпристрастност, неутралност, независимост, доброволност, единство, универсалност.
Отличителният знак на БМЧК изобразява българският трибагреник в огледално обърната S-образна форма като в горната му част в бялото поле има червен кръст, а в долната част между извивката е поставен надпис „БЪЛГАРСКИ МЛАДЕЖКИ ЧЕРВЕН КРЪСТ“.

### Планинска спасителна служба
Планинската спасителна служба към Български червен кръст е създадена през 1950 година. Тя е правоприемник на създадената още през 1933 година организация със същото име, основана от членове на тогава съществуващите организации за планински дейности „Български алпийски клуб“, „Български туристически съюз“, „Юношески туристически съюз“ и „Софийски ски-клуб“.
Първоначално ПСС разполага с нищожен материален и човешки ресурс. През 1935 – 1938 г. се обособяват първите спасителни команди от обучени доброволци и лекар, които дават дежурства на Витоша в хижите „Алеко“, „Кумата“ и „Момина скала“ В тях са оборудвани аптечни пунктове за първа помощ. Тогава излиза и първият документ, регламентиращ дейността на службата с наименование „Правилникъ на ПСС“ (1938 г.).
Постепенно дейността се разраства. През 1940 година ПСС, ръководена от Комитет с председател Любен Тодоринов сключва спогодба с Българския младежки червен кръст (БМЧК). Избира се общо ръководство. Решението е взето с цел сътрудничество и участие на лекари от БМЧК при спасителни операции в планината. В следващите години се основават клубове в страната – Самоков (1948 г.); Пловдив (1949 г.) и др. Организацията вече се нуждае и успява да получи по-добро финансиране, като за тази цел през 1950 г. се взима решение ПСС да премине към Български червен кръст.
Отличителният знак на ПСС изобразява еделвайс с вписан в него червен кръст и надписите „БЧК“ и „Планинска спасителна служба“. ПСС е член на Международната организация по планинско спасяване ИКАР от 1971 г. Това спомага за коренната промяна в организацията в следващото десетилетие. Подменят се оборудването, екипировката, стратегиите на спасяване, методиките на обучение и пр. Започва обучението на спасителни кучета (1974 г.), за което голям принос има началникът на службата тогава Кирил Петров (1930 – 1997 г.). През 1975 г. се въвежда употребата на хеликоптери за оказване на помощ от въздуха. По това време главен инструктор на ПСС е Петър Москов – Учителят (1930 – 1985 г.), благодарение на когото навлизат новите методики на планинското спасяване в България. Той е автор на първия учебник за планинско спасяване в България.
Като част от Българския червен кръст, Планинската спасителна служба развива дейността си в рамките на хуманитарната идея за опазване живота и здравето на населението, държавното и частно имущество и други стратегически дейности, за което получава държавна издръжка, регламентирана в Закона за БЧК.

### Първа помощ
Оказването на първа помощ на пострадал е основна дейност на Червения кръст. Необходимостта от оказване на първа помощ налага създаването на формирования като санитарни дружинки, спасителни команди, самарянки и други.
Червеният кръст е създаден през 1863 година по повод необходимостта от оказване на първа помощ на пострадалите от войните. По-късно се налага като организация, която има грижата да оказва първа помощ на пострадали при бедствия, инциденти, битови злополуки, транспортни произшествия и много други. За да успее да отговори на нуждите на обществото от оказване на първа помощ при различни ситуации, БЧК подготвя и обучава свои доброволци и кадри в подразделенията си в страната – Водноспасителна служба (ВСС), Планинска спасителна служба (ПСС), Български младежки червен кръст (БМЧК), Младежки авариен екип (МАЕ), санитарни постове по училища, предприятия и др.
Основни характеристики на първата помощ са нейната навременност и адекватност. Оказването на първа долекарска помощ е много важно в първите минути след злополуката, когато организмът се бори за живот и дори малка помощ от обучен спасител може да помогне, като облекчи положението на пострадалия до пристигане на лекарски екип. Важно е спасителят да може добре да прецени състоянието и спешността на пострадалия, да запази самообладание и да вземе правилни мерки по себеопазване, спасяване на пострадалия и повикване на Бърза помощ.
За всички тези и други важни мероприятия, БЧК обучава своите екипи така, че те да са в готовност за реакция по всяко време и във всяка ситуация. За нуждите на своята дейност по оказване на първа помощ, БЧК подготвя кучета, оборудва санитарни автомобили, лодки, джетове, хеликоптери и др. Снабдява санитарните си складове с необходимите превързочни материали, одеяла, медикаменти от първа необходимост, както и подходяща екипировка за спасителите.

### Работа с бежанци и мигранти
Конвенцията на ООН от 1951 за статута на бежанците определя бежанеца като лице, което „поради основателни опасения от преследване по причини на раса, религия, националност, принадлежност към определена социална група или политически убеждения се намира извън страната, чийто гражданин е той, и не може да се ползва от закрилата на тази страна, или не желае да се ползва от такава закрила поради тези опасения …“. За разлика от тях, мигрантите са лица, които доброволно напускат родните си места, за да осъществят свои планове за промяна и реализация в други страни.
Чрез Бежанско-мигрантската служба БЧК прилага програми и развива дейности за улесняване социалната и икономическа интеграция на бежанците в България. Намалява изолацията на мигрантите и спомага за формиране на положителни обществени нагласи към тях. В съответствие с червенокръстките принципи за хуманност и безпристрастност, БЧК оказва подкрепа на бежанците и мигрантите, като работи за тяхната социална защита. Годишно БЧК предоставя помощи и широк кръг от социални услуги на около 1300 чужденци, предимно лица с предоставен статут на бежанец или хуманитарен статут.

### Социални дейности
Българският червен кръст има дългогодишни традиции в организирането и провеждането на различни социални дейности. Понастоящем се поддържат следните:
- Домашен социален патронаж в Смолян за лица над 65-годишна възраст и хора със специални потребности.
- Дневни центрове за стари хора в Пловдив и Перник предоставят комплекс от социални услуги без откъсване от семейната среда.
- Обществени трапезарии на БЧК, в които се предоставя безплатен обяд на възрастни хора – Бургас, Пазарджик и Пловдив.
- Бюра за социални услуги в София, Пловдив и Стара Загора – гледане на деца, болни, възрастни и хора със специфични потребности, които не могат да се обслужват сами. БЧК посредничи за предоставяне на услугите в болнични заведения и по домовете срещу заплащане на персонала.
- Дом за стари хора в Кърджали – предоставя комплекс от дългосрочни социални услуги на хора в пенсионна възраст и лица с намалена трудоспособност определена от ТЕЛК.
- Хоспис „Червен кръст“ в Кърджали, развиващ дейността в направления Стационарно обслужване с денонощно медицинско наблюдение и Обслужване по домовете по програма „Домашни грижи“ на БЧК.
- Диспечерски гарови служби за обслужване на трудно подвижни лица (съвместно с „БДЖ“ ЕАД и НК „Железопътна инфраструктура“) – София (Централна гара), Пловдив (Централна гара), Стара Загора, Бургас и Варна.
- Телефон на доверието – провежда телефонни консултации от сертифицирани специалист-консултанти, по различни проблеми на психиката, зависимости, жертви на трафик и др. в София, Пловдив и Ямбол.
- Хранителна банка – инструмент на БЧК за борба с глада. Организирано приемане и разпределяне за нуждаещите се на хранителни и финансови дарения. Съвместно с местната власт, бизнеса и граждански сдружения.
- Програма „Разпределяне на храни от интервенционните запаси на Европейския съюз“ – възложена на БЧК, като приеме, съхрани, транспортира и раздаде хранителни продукти на социално слаби лица в цялата страна – осъществена през 2008, 2009 и 2010 г.

### Международни дейности
Като част от международното червенокръстко движение, Българският червен кръст поддържа тесни връзки с Националните дружества на страните-членки още от самото си създаване през 1878 година. Общите принципи и цели спомагат за пълноценното взаимодействие на БЧК с всички свои партньори от организацията.
Благодарение на сътрудничеството си с Международния комитет на Червения кръст в сферата на разпространението и прилагането на международното хуманитарно право, БЧК успешно работи за възстановяване на връзките между членовете на разделени семейства поради война, бедствие, социални или здравни причини, отново да установят контакт, независимо къде по света се намират. В своята международна дейност БЧК оказва помощ на други национални дружества, които се нуждаят от подкрепа. Участва в осъществяването на хуманитарни акции за подпомагане на бежанци и мигранти.
Съществен е приносът на БЧК за бежанците по време на кризата в Косово и за населението, пострадало от природни бедствия в Албания, Босна и Херцеговина и Румъния. През 2005 г. БЧК набра средства за пострадалите от цунами в Азия. През 2006 – 2007 г. специалисти от БЧК подпомагат Националните дружества на Румъния и Молдова за работа при бедствия, както и на Таджикистан в проекти за развитие на уязвими общности.
Българският червен кръст взима участие в инициативи на Движението на ЧК/ЧП по глобални, европейски и трансгранични проблеми, участва в разработване и изпълнение на различни социални и здравни програми и проекти, финансирани от Национални дружества на ЧК/ЧП, осигурява международна подкрепа в ситуациите на бедствия в България и привлича дарения за нуждаещите се.

## Фондонабиране
В своята дългогодишна хуманитарна дейност Българският червен кръст успява да финансира своите проекти чрез няколко основни канала за фондонабиране. Още от миналия век и до днес, организацията разчита на дарители, благодетели и спомоществуватели, които чрез своите финансови или материални помощи, осъществяват своя принос към хуманното дело и дават възможност на БЧК да върши своята обществено полезна работа. През годините БЧК провежда различни акции за набиране на средства, като много от тях се случват с участието на доброволци, които от човек на човек и от врата на врата събират помощите. Както сега, така и в миналото основна роля за финансиране дейността на БЧК е играла държавата. В днешни дни често се прилага методът на кампанийно фондонабиране, чрез обявяване на кампания с конкретна цел, чрез провеждане на обществени събития или чрез продажба на различни материали с обявена стойност (картички, фланелки и др.), тихи търгове и пр.
Действащи кампании
Програма „Топъл обяд“; Фонд „ПТП“; Фонд за подпомагане при бедствия; Фонд за творческо развитие на деца; Фонд „Милосърдие“.
Приключили кампании
„България помага на Япония“; „България помага на Хаити“; „България помага на Пакистан“.

## Емблема
Червен кръст на бял фон е емблемата на Международния комитет на Червения кръст. Приета е през 1863 година като отличителен знак на новосъздадената организация „Международен комитет за помощ на ранените“ (по-късно наричана МКЧК). Необходимостта да се гарантира защитата на организацията и нейните доброволци, излизайки на бойното поле за да помагат на пострадалите, налага въвеждането на отличителен знак. Емблемата е създадена с цел да им се осигури статут на неутрални и неприкосновени на бойното поле.
Червеният кръст в емблемата представлява плътна фигура, съставена от пет еднакви квадрата, подредени под формата на кръст – един квадрат в средата и по един долепен от четирите му страни, стояща в средата на бялото поле.
Страните, които не изповядват християнската религия, поставят въпроса за двузначния символ на емблемата. По тази причина се взима решение за намиране на символ, удовлетворяващ всички държави. Предложени са няколко модела на фигура с червен цвят върху бял фон.
- Червен полумесец. Представлява червена фигура във формата на полумесец, обърната надясно, като буквата С, по средата на бяло поле. Предложена и използвана от Турция. По-късно наложила се като емблема на дружествата от мюсюлманските страни.
- Червената Звезда на Давид. Представлява фигура с плътни контури във формата на шестоъгълна звезда с червен цвят на бял фон. Предложена и използвана от Израел.
- Червен лъв и слънце. Представлява фигура на лъв с опашка надясно и глава наляво, с поглед напред, държащ вдигната сабя в дясната си лапа, а непосредствено над него слънце с 14 малки и големи лъча. Предложена и използвана от Иран. През 1980 година емблемата е изоставена и заменена с Червен полумесец.
- Червен кристал, избран през 2005 година. Представлява фигура с плътни червени контури под формата на правоъгълен ромб на бял фон. Символът е предпочетен като неутрален в религиозно и културно отношение, удобен за употреба от всички страни по света. Не успява да се наложи.

Век и половина след избирането на емблемата на Червения кръст, остават официални само символите червен кръст и червен полумесец, както и наименованията им, съставящи имената на дружествата, които ги използват.
Името „Червен кръст“ (или „Червен полумесец“) има право да използва всяко национално дружество в съответната държава, на чиято територия функционира като автономна организация, членка на Международната федерация на дружествата на Червения кръст и Червения полумесец. Може да съществува само една национална структура с емблема „червен кръст“ или „червен полумесец“.
Българският червен кръст има изключителното право да използва името „Червен кръст“ и емблемата – червен кръст на бяло поле, установена от Женевските конвенции от 12 август 1949 г. В мирно време емблемата може да бъде използвана от други лица и организации само с разрешението и под контрола на Българския червен кръст. При военно положение използването на емблемата се ограничава съобразно правилата на Женевските конвенции от 12 август 1949 г. и Допълнителните протоколи към тях от 8 юни 1977 г.

## Нормативна база
Българският червен кръст в своята практика прилага редица норми на вътрешното и международното законодателство, пряко касаещи дейността му. Основен нормативен акт на организацията е Законът за Българския червен кръст, който определя статута и положението ѝ в българското правно и обществено пространство.
Закон за БЧК
Главно действащият документ за устройството и целите на БЧК е неговият Устав, съставен въз основа на първия устав на Българския червен кръст, на Женевските конвенции, признати от България и на основните принципи на Международното движение на Червения кръст и Червения полумесец.
Устав на БЧК
В най-новата си история, БЧК изработва и приема да спазва редица вътрешни актове, определящи основните правила за работа в организацията. Такива са:
- Политика по доброволчеството
- Правилник за издателската дейност
- Правилник за получаване на хуманитарни помощи
- Правилник за предоставяне на хуманитарни помощи
- Правилник за предоставяне на храна в обществени трапезарии
- Система за финансово управление и контрол
- Стратегия 2020

## Лица на БЧК
- 2011 година – Силви Вартан – френска певица и актриса от български произход, и Асоциация „Силви Вартан за България“ – кампания „Безплатен топъл обяд в училище за нуждаещите се български деца“
- 2009 година – Веселин Топалов, гросмайстор и световен шампион по шах от 2005 – 2006 г. – кампания „Светът е наш. Ти си на ход!“
- 2001 година – Тереза Маринова – олимпийска шампионка на троен скок от Сидни 2000 г. – Посланик на хуманитарната мисия на БЧК
- 1939 година – Симеон II (1937 г.) престолонаследник, със съгласието и съдействието на царското семейство – кампания за набиране на средства за основания от БМЧК Фондъ „Купуване санитаренъ самолетъ“.

## Злоупотреби и скандали
Боб с гъгрици
През ноември 2012 г. 90 тона зрял фасул, предназначен за раздаване на социално слаби българи, по програма „Благотворителност“, финансирана от Европейския съюз, възбранява Агенцията по храните (БАБХ). След своя проверка – по сигнал, за годността на помощите, Агенцията открива гъгрици в боба, който се оказва труден за варене. Пунктовете на БЧК, в които се раздават хранителните продукти, са временно затворени. Започва разследване на фирмите, които доставят и пакетират храните в България. Повдигнат е и въпросът за забавянето при доставка на поръчаните храни до складовете на БЧК.
Проверката установява, че произходът на боба е от страна членка на ЕС, а пакетирането на продукта е извършено от фирма ЕТ от Варна, която е спечелила обществената поръчка за този продукт, както и за още 8 продукта от всички 15, които Държавен фонд „Земеделие“ (ДФЗ) купува с помощ от Европейския съюз за 2012 година.
Министерството на земеделието и храните обявява, че на фирмата е наложена глоба в размер на 130 хил. лв. за откритите негодни продукти. 
Мухлясал ориз и развалени консерви със сарми
През август 2011 г. в помощи от Европейския съюз, раздавани от Българския червен кръст на социално слаби семейства в община Оряхово, са открити партиди с мухлясал ориз, пълен с червеи и мухи. Спешна проверка в БЧК открива, че сигналите отговарят на истината и раздаването на развалените храни е спряно. Получено е оплакване и от консервите с лозови сарми, които са определени като сурови, кисели и с неприятен дъх. Агенцията по безопасност на храните започва проверка по случая. Коментарът на БЧК е, че организацията е само посредник и не носи отговорност за качеството на продуктите. 
Фалшиви благотворителни картички
През април 2011 година е засечено разпространението на картички от името на БЧК. На тях се виждат ясно изписани имената и знаците на Български червен кръст, Партньорска мрежа за благотворителност към БЧК, Обединена демократична коалиция – САЩ, Център за психически изследвания и Фондация за деца с увреждания „И аз мога“. Картичките са на стойност 2 лв. и представят благотворителна акция за набиране на средства за деца, болни от церебрална парализа.
Сигнал на бдителни граждани предизвиква проверка, от която е установено, че по това време БЧК не провежда такава кампания и няма партньорски връзки с изписаните на картичката организации. По случая БЧК сезира Софийската районна прокуратура и органите на МВР за незаконната продажба на картичките. 
Български червен полумесец
На 28 април 2009 г. с Решение №29 по ФД №11 след представени изрядни документи Търговищкият окръжен съд регистрира сдружение с нестопанска цел „Български червен полумесец“. Организацията се занимава с раздаване на брашно в ромските квартали на Търговище и Попово два месеца преди изборите за Европейски парламент и за XLI народно събрание.
Според Женевските конвенции от 12 август 1949 г. и техните Допълнителни протоколи от 8 юни 1977 г., и Закона за Българския червен кръст (обн. ДВ, бр. 87 от 29 септември 1995 г.), на територията на една държава може да бъде регистрирана само една организация на Червения кръст/Червения полумесец. По тази причина Българският червен кръст депозира жалби в Търговищкия окръжен съд и в прокуратурата в Попово с искане Сдружението да бъде обявено за нелегитимно. По случая в страната се разразява скандал, който заплашва да получи неблагоприятен международен отзвук.
Христо Григоров и лекарствата
В началото на 2006 г. председателят на Българския червен кръст Христо Григоров е обвинен в злоупотреби с лекарства през БЧК. Става въпрос за внос на лекарства на стойност около 400 000 лева през 2002 г. и още 4 вноса през 2004 г. за 1 200 000 лв., както и за онкологични продукти, получени чрез дарение в БЧК, заради който случай председателят Христо Григоров е арестуван, а впоследствие освободен. Две години по-късно всички обвинения отпадат поради липса на доказателства.